# Seznam mehiških skladateljev
Seznam mehiških skladateljev.

## A
- Macedonio Alcalá

## B
- Enrique Batiz

## C
- Felix Carrasco
- Julián Carrillo Trujillo (1875–1965)
- Carlos Chávez

## M
- Arturo Márquez

## P
- Manuel Ponce

## R
- Silvestre Revueltas
- Juventino Rosas

## Z
- Uberto Zanolli